# Sean Farrell
Sean Farrell (Hopkinton, Massachusetts, 2 de noviembre de 2001) es un jugador profesional estadounidense de hockey sobre hielo que se desempeña en la posición de centro en Montreal Canadiens, equipo de la National Hockey League (NHL).

## Carrera
Fue seleccionado en la cuarta ronda en la NHL Entry Draft de 2020. En 2022 hizo su debut profesional con el equipo Montreal Canadiens, donde lleva jugando una temporada.